# IC 4445
IC 4445 је спирална галаксија у сазвјежђу Вук која се налази на листи објеката дубоког неба у Индекс каталогу.
Деклинација објекта је - 46° 2' 7" а ректасцензија 14h 31m 54,3s. Привидна величина (магнитуда) објекта IC 4445 износи 14,3 а фотографска магнитуда 15,0. IC 4445 је још познат и под ознакама ESO 272-15, IRAS 14285-4548, PGC 51917.